# Halterofilismo nos Jogos Olímpicos de Verão de 2012
As competições de halterofilismo nos Jogos Olímpicos de Verão de 2012 foram realizadas entre 28 de julho e 7 de agosto no ExCeL, em Londres. Foram disputados 15 eventos, sendo oito masculinos e sete femininos, determinadas por categorias de peso.

## Calendário
| Julho/Agosto | 25 | 26 | 27 | 28 | 29 | 30 | 31 | 1 | 2 | 3 | 4 | 5 | 6 | 7 | 8 | 9 | 10 | 11 | 12 |
| ------------ | -- | -- | -- | -- | -- | -- | -- | - | - | - | - | - | - | - | - | - | -- | -- | -- |
| Feminino     |    |    |    | 1  | 1  | 1  | 1  | 1 |   | 1 |   | 1 |   |   |   |   |    |    |    |
| Masculino    |    |    |    |    | 1  | 1  | 1  | 1 |   | 1 | 1 |   | 1 | 1 |   |   |    |    |    |

|  | Dia de competição |  | Dia de final |

## Eventos

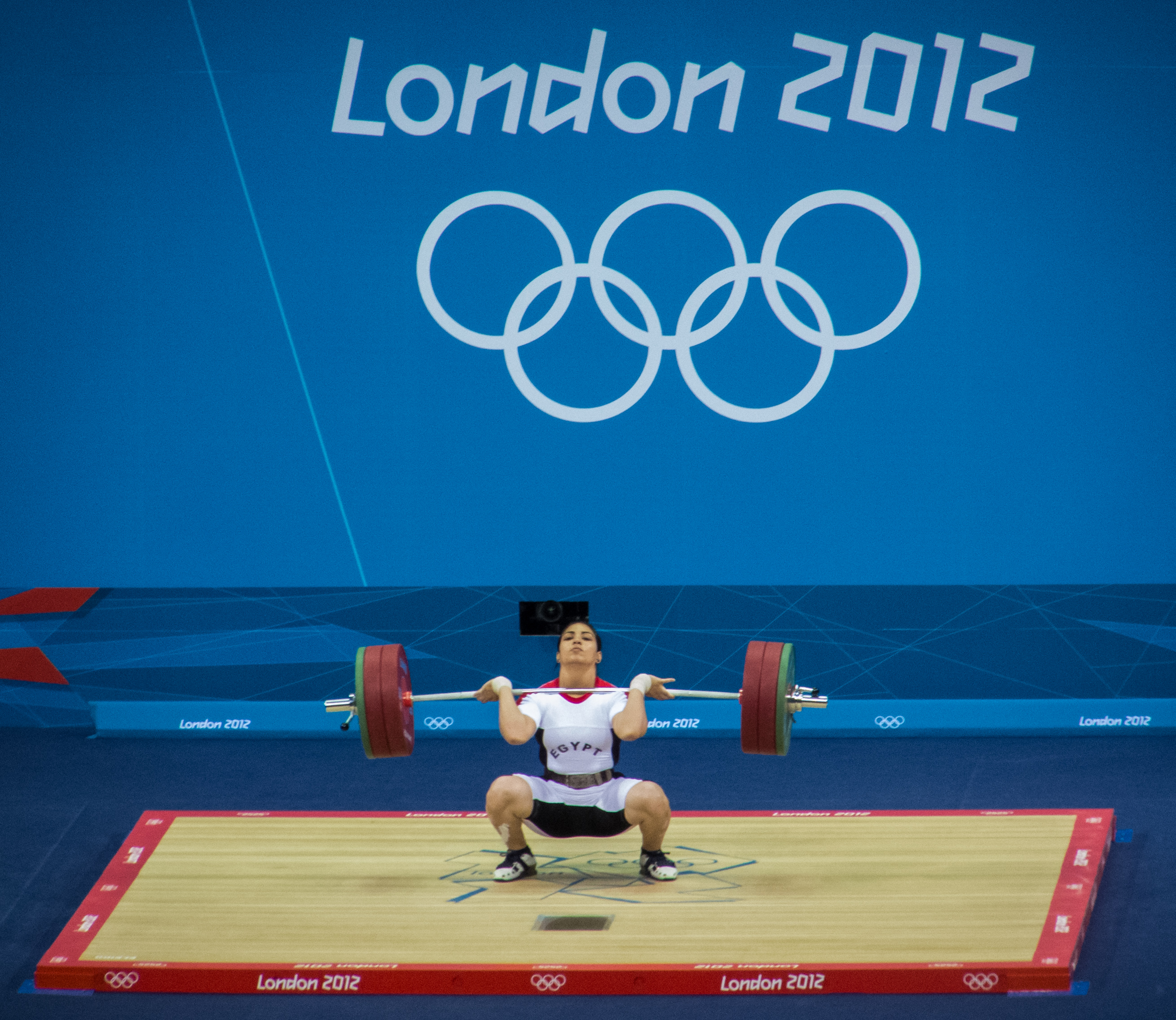
Egípcia Abeer Abdelrahman durante uma tentativa na categoria até 75 kg.

Quinze conjuntos de medalhas serão concedidas nos seguintes eventos:
| Feminino - 48 kg - 53 kg - 58 kg - 63 kg - 69 kg - 75 kg - +75 kg | Masculino - 56 kg - 62 kg - 69 kg - 77 kg - 85 kg - 94 kg - 105 kg - +105 kg |

## Medalhistas

### Masculino
| Evento                         | Ouro                            | Prata                         | Bronze                             |
| ------------------------------ | ------------------------------- | ----------------------------- | ---------------------------------- |
| Até 56 kg (nota) detalhes      | Om Yun-chol PRK Coreia do Norte | Wu Jingbiao CHN China         | Trần Lê Quốc Toàn VIE Vietnã       |
| Até 62 kg detalhes             | Kim Un-guk PRK Coreia do Norte  | Óscar Figueroa COL Colômbia   | Eko Yuli Irawan INA Indonésia      |
| Até 69 kg (nota) detalhes      | Lin Qingfeng CHN China          | Triyatno INA Indonésia        | Kim Myong-hyok PRK Coreia do Norte |
| Até 77 kg detalhes             | Lyu Xiaojun CHN China           | Lu Haojie CHN China           | Iván Cambar CUB Cuba               |
| Até 85 kg (nota) detalhes      | Adrian Zieliński POL Polônia    | Kianoush Rostami IRI Irã      | Tarek Yehia EGY Egito              |
| Até 94 kg (nota) detalhes      | Saeid Mohammadpour IRI Irã      | Kim Min-jae KOR Coreia do Sul | Tomasz Zieliński POL Polônia       |
| Até 105 kg (nota) detalhes     | Navab Nassirshalal IRI Irã      | Bartłomiej Bonk POL Polônia   | Ivan Efremov UZB Uzbequistão       |
| Mais de 105 kg (nota) detalhes | Behdad Salimi IRI Irã           | Sajjad Anoushiravani IRI Irã  | Jeon Sang-guen KOR Coreia do Sul   |

### Feminino
| Evento                        | Ouro                             | Prata                                | Bronze                             |
| ----------------------------- | -------------------------------- | ------------------------------------ | ---------------------------------- |
| Até 48 kg detalhes            | Wang Mingjuan CHN China          | Hiromi Miyake JPN Japão              | Ryang Chun-hwa PRK Coreia do Norte |
| Até 53 kg (nota) detalhes     | Hsu Shu-ching TPE Taipé Chinês   | Citra Febrianti INA Indonésia        | Iulia Paratova UKR Ucrânia         |
| Até 58 kg (nota) detalhes     | Li Xueying CHN China             | Pimsiri Sirikaew THA Tailândia       | Rattikan Gulnoi THA Tailândia      |
| Até 63 kg (nota) detalhes     | Christine Girard CAN Canadá      | Milka Maneva BUL Bulgária            | Luz Acosta MEX México              |
| Até 69 kg (nota) detalhes     | Rim Jong-sim PRK Coreia do Norte | Anna Nurmukhambetova KAZ Cazaquistão | Ubaldina Valoyes COL Colômbia      |
| Até 75 kg (nota) detalhes     | Lidia Valentín ESP Espanha       | Abeer Adelrahman EGY Egito           | Madias Nzesso CMR Camarões         |
| Mais de 75 kg (nota) detalhes | Zhou Lulu CHN China              | Tatiana Kashirina RUS Rússia         | Jang Mi-ran KOR Coreia do Sul      |

## Quadro de medalhas
| Ordem | País                | Medalha de ouro | Medalha de prata | Medalha de bronze |    | Ordem por total |
| ----- | ------------------- | --------------- | ---------------- | ----------------- | -- | --------------- |
| 1     | CHN China           | 5               | 2                |                   | 7  | 1               |
| 2     | IRI Irã             | 3               | 2                |                   | 5  | 2               |
| 3     | PRK Coreia do Norte | 3               |                  | 2                 | 5  | 2               |
| 4     | POL Polônia         | 1               | 1                | 1                 | 3  | 4               |
| 5     | CAN Canadá          | 1               |                  |                   | 1  | 10              |
|       | ESP Espanha         | 1               |                  |                   | 1  | 10              |
|       | TPE Taipé Chinês    | 1               |                  |                   | 1  | 10              |
| 8     | INA Indonésia       |                 | 2                | 1                 | 3  | 4               |
| 9     | KOR Coreia do Sul   |                 | 1                | 2                 | 3  | 4               |
| 10    | COL Colômbia        |                 | 1                | 1                 | 2  | 7               |
|       | EGY Egito           |                 | 1                | 1                 | 2  | 7               |
|       | THA Tailândia       |                 | 1                | 1                 | 2  | 7               |
| 13    | BUL Bulgária        |                 | 1                |                   | 1  | 10              |
|       | KAZ Cazaquistão     |                 | 1                |                   | 1  | 10              |
|       | JPN Japão           |                 | 1                |                   | 1  | 10              |
|       | RUS Rússia          |                 | 1                |                   | 1  | 10              |
| 17    | CMR Camarões        |                 |                  | 1                 | 1  | 10              |
|       | CUB Cuba            |                 |                  | 1                 | 1  | 10              |
|       | MEX México          |                 |                  | 1                 | 1  | 10              |
|       | UKR Ucrânia         |                 |                  | 1                 | 1  | 10              |
|       | UZB Uzbequistão     |                 |                  | 1                 | 1  | 10              |
|       | VIE Vietnã          |                 |                  | 1                 | 1  | 10              |
| TOTAL | TOTAL               | 15              | 15               | 15                | 45 | —               |

## Doping
Em 13 de julho de 2016, o Comitê Olímpico Internacional cassou a medalha de bronze da ucraniana Iulia Kalina obtida na categoria até 58 kg feminino por uso de turinabol, substância que ajuda no aumento da massa muscular. A Federação Internacional de Halterofilismo repassou a medalha para a tailandesa Rattikan Gulnoi.
Três meses depois, em 18 de outubro, foi a vez da desclassificação do russo Apti Aukhadov da categoria até 85 kg masculino após a reanálise de seu exame antidoping apontar o uso de turinabol e drostanolona. Consequentemente ele perdeu a medalha de prata.
O Cazaquistão foi o principal afetado nas desclassificações de 27 de outubro de 2016, quando três das suas quatro medalhas de ouro obtidas em Londres foram anuladas. Zulfia Tchinchanlo na categoria até 53 kg feminino, Maia Maneza (63 kg) e Svetlana Podobedova (até 75 kg) foram pegas pelo uso das substâncias oxandrolona e estanozolol. Além delas, a bielorrussa Marina Chkermankova foi pega com estanozolol e turinabol e perdeu a medalha de bronze na categoria até 69 kg feminino.
Seguindo as desclassificações retroativas, em 21 de novembro de 2016 ocorreu o maior número delas com seis medalhistas punidos: Cristina Iovu, da Moldávia, bronze na categoria até 53 kg feminino (turinabol); Natalia Zabolotnaia, da Rússia, e Irina Kulecha, da Bielorrússia, prata e bronze na categoria até 75 kg feminino (turinabol e estanozolol); Hripsime Khurchudian, da Armênia, bronze na categoria acima de 75 kg feminino (turinabol e estanozolol); Aleksandr Ivanov, da Rússia, e Anatolie Cîrîcu, da Moldávia, prata e bronze na categoria até 94 kg masculino (turinabol e tamoxifeno). No dia 25 do mesmo mês, o cazaque Ilia Ilin foi desclassificado por uso de turinabol e estanozolol e perdeu a medalha de ouro na categoria até 94 kg masculino.
Em 5 de abril de 2017, a russa Svetlana Tsarukaeva perdeu a medalha de prata na categoria até 63 kg feminino após a reanálise do seu exame antidoping acusar o uso de turinabol.
Novas desclassificações aconteceram em 2019: o azeri Valentin Hristov perdeu a medalha de bronze obtida na categoria até 56 kg masculino por uso de turinabol oral, mesma sustância que desclassificou o ucraniano Oleksiy Torokhtiy, então medalhista de ouro da categoria até 105 kg.
Em novembro de 2020, dois atletas da Romênia foram desclassificados devido as reanálises das amostras de 2012 acusarem dopagem e perderam suas medalhas. Răzvan Martin, bronze na categoria até 69 kg masculino, testou positivo para o anabolizante desidroclormetiltestosterona além de metenolona e o estanozolol; Roxana Cocoș, prata na categoria até 69 kg feminino, testou positivo para metenolona e estanozolol. As medalhas foram realocadas pelo COI e pela IWF, entretanto a cazaque Anna Nurmukhambetova não herdou de imediato a prata nos 69 kg feminino por estar suspensa por outra acusação de doping, sendo inicialmente atribuídas duas medalhas de bronze na categoria. Posteriormente as medalhas foram realocadas pela Federação Internacional de Halterofilismo com Nurmukhambetova em segundo lugar.
Ruslan Albegov, da Rússia, originalmente o medalhista de bronze na categoria acima de 105 kg masculino e suspenso por doping desde 2013, foi formalmente desclassificado em 19 de março de 2024 após decisão do Tribunal Arbitral do Esporte. A medalha foi realocada para o sul-coreano Jeon Sang-guen.